# 张虔雄
張虔雄（？—？），清河郡东武城县（今河北省衡水市故城县）人，隋朝官员。張宴之的儿子，張虔威的弟弟。
张虔雄有才干器局。秦王杨俊担任秦州（今甘肃省天水市）总管，选他为法曹参军。秦王杨俊曾经亲自审理囚徒，张虔雄一时失误没有带状子，随口对答一百馀人，全都符合事实真情，同僚之人没有不叹服他的。后来历任寿春（今安徽省寿县）、阳城（今河南省登封市东）县令，都有治绩。